# Amanatsu

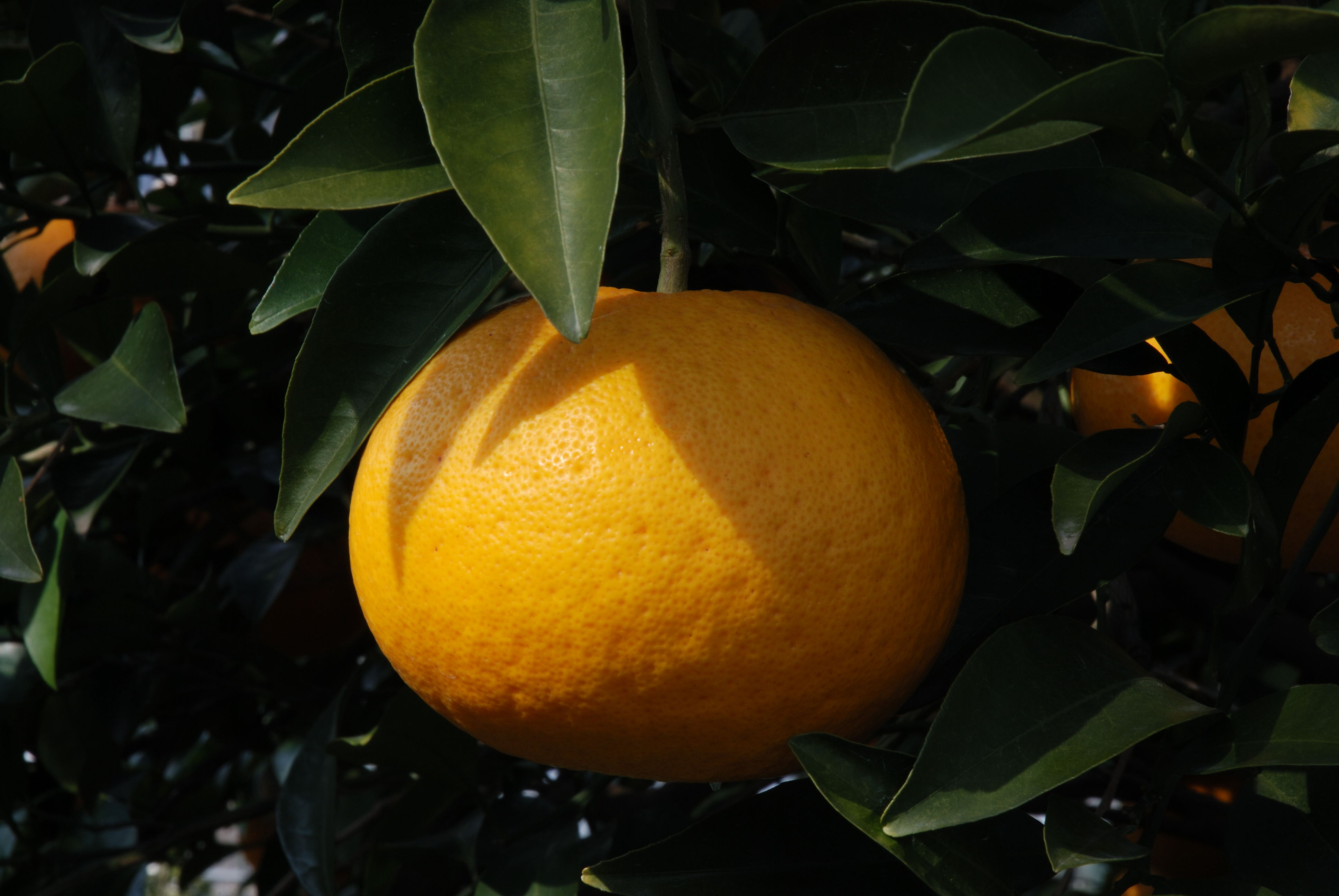
Frucht

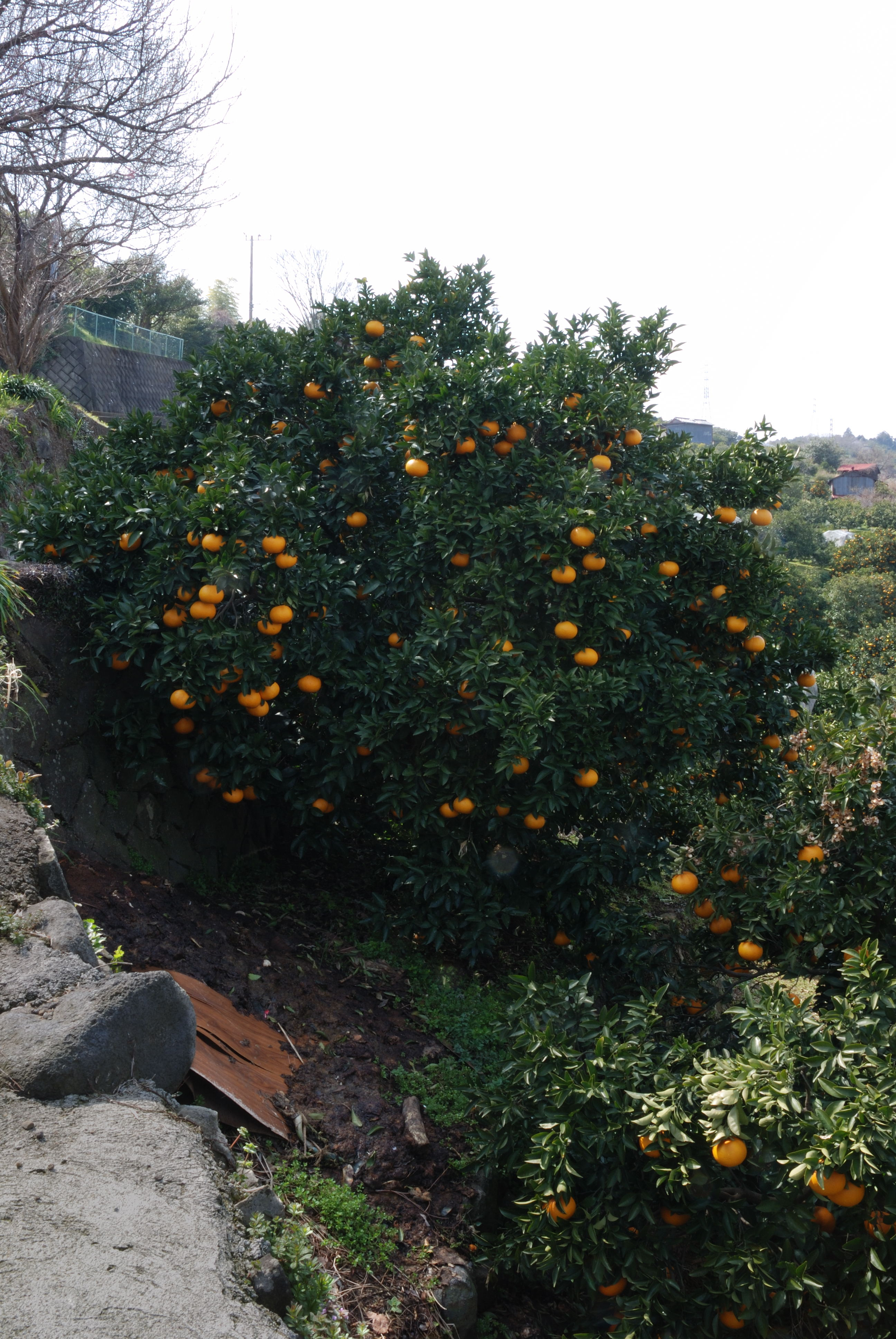
Amanatsubaum

Amanatsu (jap. 甘夏), auch bekannt als natsu mikan (甘夏蜜柑) und daidai mikan (橙蜜柑), ist eine gelblich-orange Zitrusfrucht. Sie hat etwa die Größe und Form einer abgeflachten Orange.
Sie wird kommerziell fast nur in Südjapan angebaut, namentlich in der Präfektur Kumamoto, wo aus ihr eine Vielzahl von Produkten, wie Marmelade oder Wein hergestellt wird.
Der Name amanatsu, bedeutet auf Japanisch „Süßer Sommer“ und kommt wahrscheinlich von der Tatsache, dass die Frucht ziemlich spät reift. Der Amanatsubaum wird als Hybride der Zitruspflanzen Grapefruit (Citrus × aurantium) und Mandarine (C. reticulata) angesehen. Der wissenschaftliche Name einer solchen Hybride ist Citrus × aurantium, als Synonym wird Citrus natsudaidai Hayata angegeben.

## Belege
- W. Reuther, H. J. Webber, L. D. Batchelor (Hrsg.): The Citrus Industry. Bd. 1 & 2, University of California, 1967, The Citrus Industry